# اولیویا آدامز
اولیویا آدامز (به انگلیسی: Olivia Addams) با نام اصلی آدریانا لیویا اوپریس (به انگلیسی: Adriana Livia Opriș) (زاده ۱۷ سپتامبر ۱۹۹۶) خواننده، ترانه‌سرا، یوتیوبر و تهیه‌کننده رومانیایی است.